# Encore (Tangerine Dream)
| Recensione     | Giudizio |
| -------------- | -------- |
| AllMusic       |          |
| Piero Scaruffi | 5/10     |

Encore , pubblicato nel 1977, è il decimo album del gruppo di musica elettronica tedesco Tangerine Dream, il secondo registrato dal vivo dopo Ricochet.
Cherokee Lane e Monolight, o alcune loro varianti, venne eseguito dal vivo in ogni loro concerto del 1977. La versione definitiva di Monolight è quella presente in questo album, registrata il 4 aprile al Washington. La versione completa di questo concerto è stata pubblicata sul Bootleg Box Vol. 2 in cui sono presenti altre due tracce, denominate "Monolith" e "Rush Drywater".

## Tracce
1. Cherokee Lane – 16:19
2. Monolight – 19:54
3. Coldwater Canyon – 18:06
4. Desert Dream – 17:30

## Formazione
- Edgar Froese – sintetizzatori: Oberheim 4 Voci, ARP Omnistring, ARP Digital Soloist, PPG, Moog, Projekt Electronic - tastiere: 2 mellotron Mark V, Stenway Grand Piano - chitarra: Gibson Les Paul.
- Christopher Franke – sintetizzatori: Moog modulari, ARP Soloist, Elka String Synth, Oberheim 8 voci - sequencer: Projekt Electronic Computerstudio digitale, Oberheim digital sequencer - percussioni elettroniche.
- Peter Baumann – sintetizzatori: Projekt Electronic modulari, ARP Soloist, Elka String Synth, Electronic Music Studios Vocoder - tastiere: piano Fender Rhodes, mellotron M.400 - Sequencer Projekt Electronic.

## Crediti
- Composto e suonato da Chris Franke, Edgar Froese e Peter Baumann.
- Registrato durante il tour in Nord America nel marzo/aprile 1977.
- Tecnici di registrazione: Tangerine Dream.
- Mixato in studio da Peter Baumann.
- Tecnico informatico: Hartmut Heinze.
- Produttori: Tangerine Dream.
- Fotografia di copertina e foto interne: Monique Froese.

## Uscite discografiche in doppio LP
- Virgin Records Ltd. (1977), codice prima stampa inglese V 2506 (copertina apribile "gatefold cover")
- Virgin/Ariola (1977), codice prima stampa tedesca 25495 (copertina apribile "gatefold cover")
- Virgin International (1977), stampa internazionale

## Ristampe in CD
- Virgin Records Ltd. (1985) codice CDVD 2506 (fabbricato in UK per mercato inglese, tedesco, europeo)
- Virgin Records Ltd. (1994) codice 3944323 (fabbricato USA per mercato americano, "rimasterizzato")
- Virgin Records Ltd. (1994) codice TAND 1 (fabbricato in Olanda per mercato europeo, "rimasterizzato")
- Virgin Records Ltd. (2009) codice VJCP-68917 (fabbricato Giappone per mercato asiatico, doppio CD, copertina "papersleeve", "rimasterizzato")

## Detentori dei diritti d'autore
- 1977-1993: Virgin Music (Publishers) Ltd.
- 1994 ad oggi: EMI Virgin Music Ltd.